# Say Say Say
"Say Say Say" là một bài hát của nghệ sĩ thu âm người Anh quốc Paul McCartney và nghệ sĩ thu âm người Mỹ Michael Jackson nằm trong album phòng thu hát đơn thứ tư của McCartney, Pipes of Peace (1983). Nó được phát hành vào ngày 3 tháng 10 năm 1983 như là đĩa đơn đầu tiên trích từ album bởi Parlophone Records và Columbia Records. Bài hát được viết lời bởi hai nghệ sĩ, trong khi phần sản xuất được đảm nhận bởi George Martin, cộng tác viên quen thuộc xuyên suốt sự nghiệp của McCartney. "Say Say Say" là tác phẩm hợp tác thứ hai giữa McCartney và Jackson được phát hành, bên cạnh "The Girl Is Mine" cho album phòng thứ sáu của Jackson Thriller (1982) và "The Man" cũng xuất hiện trong Pipes of Peace, và đánh dấu sự hợp tác lần đầu tiên giữa hai nghệ sĩ. Đây là một bản post-disco mang nội dung một người đàn ông thất tình đang cố gắng đạt được tình cảm của một cô gái, và cảm thấy đau đớn vì cô đã làm tan nát trái tim anh.
Sau khi phát hành, "Say Say Say" nhận được những phản ứng trái chiều từ các nhà phê bình âm nhạc, trong đó họ đánh giá cao sự kết hợp ăn ý giữa hai nghệ sĩ cũng như quá trình sản xuất nó, nhưng cũng vấp phải nhiều quan điểm chỉ trích về nội dung lời bài hát, đồng thời so sánh nó với bản song ca năm 1982 của McCartney với Stevie Wonder "Ebony and Ivory", cũng được sản xuất bởi Martin. Tuy nhiên, "Say Say Say" đã tiếp nhận những thành công vượt trội về mặt thương mại, đứng đầu các bảng xếp hạng ở Canada, Pháp, Na Uy, Tây Ban Nha và Thụy Điển, cũng như lọt vào top 10 ở hầu hết những quốc gia nó xuất hiện, bao gồm vươn đến top 5 ở những thị trường lớn như Úc, Ireland, Ý, Thụy Sĩ và Vương quốc Anh. Tại Hoa Kỳ, nó đạt vị trí số một trên bảng xếp hạng Billboard Hot 100 trong sáu tuần liên tiếp, trở thành đĩa đơn quán quân thứ năm của McCartney dưới cương vị nghệ sĩ hát đơn và thứ sáu của Jackson tại đây.
Video ca nhạc cho "Say Say Say" được đạo diễn bởi Bob Giraldi, mang nội dung xoay quanh cuộc hành trình của hai nghệ sĩ lừa đảo mang tên "Mac và Jack" (do McCartney và Jackson thủ vai), bên cạnh sự tham gia diễn xuất từ Linda McCartney, La Toya Jackson, Harry Dean Stanton và Giraldi. Kể từ khi phát hành, bài hát đã được hát lại và sử dụng làm nhạc mẫu bởi nhiều nghệ sĩ, như Paul Mauriat, B.o.B, Hi Tack và Ras Kass, đồng thời xuất hiện trong nhiều album tuyển tập của hai nghệ sĩ, như All the Best! (1987), The Paul McCartney Collection (1993) và Pure McCartney (2016) của McCartney, cũng như The Essential Michael Jackson (2005) và King of Pop (2008) của Jackson. Mặc dù gặt hái nhiều thành công về mặt thương mại, cả hai vẫn chưa từng trình diễn trực tiếp nó cùng nhau, cho đến khi Jackson qua đời vào năm 2009. Năm 2015, một bản phối lại của "Say Say Say" được sản xuất bởi Steve Orchard và Mark Stent, đã được thực hiện cho phiên bản tái phát hành của Pipes of Peace.

## Danh sách bài hát
Đĩa 7"
1. "Say Say Say" – 3:55
2. "Ode To A Koala Bear" – 3:45

Đĩa 12"
1. "Say Say Say" (phối lại) – 5:40
2. "Say Say Say" (phối lại không lời) – 7:00
3. "Ode To A Koala Bear" – 3:45

## Xếp hạng
| Bảng xếp hạng (1983-84)                  | Vị trí cao nhất |
| ---------------------------------------- | --------------- |
| Úc (Kent Music Report)                   | 4               |
| Áo (Ö3 Austria Top 40)                   | 10              |
| Bỉ (Ultratop 50 Flanders)                | 2               |
| Canada (RPM)                             | 1               |
| Canada Adult Contemporary (RPM)          | 2               |
| Châu Âu (European Hot 100 Singles)       | 1               |
| Phần Lan (Suomen virallinen lista)       | 2               |
| Pháp (IFOP)                              | 1               |
| Đức (Official German Charts)             | 12              |
| Ireland (IRMA)                           | 3               |
| Ý (FIMI)                                 | 3               |
| Nhật Bản (Oricon Singles Chart)          | 16              |
| Hà Lan (Dutch Top 40)                    | 4               |
| Hà Lan (Single Top 100)                  | 8               |
| New Zealand (Recorded Music NZ)          | 10              |
| Na Uy (VG-lista)                         | 1               |
| Nam Phi (Springbok Radio)                | 3               |
| Tây Ban Nha (AFYVE)                      | 1               |
| Thụy Điển (Sverigetopplistan)            | 1               |
| Thụy Sĩ (Schweizer Hitparade)            | 2               |
| Anh Quốc (OCC)                           | 2               |
| Hoa Kỳ Billboard Hot 100                 | 1               |
| Hoa Kỳ Adult Contemporary (Billboard)    | 3               |
| Hoa Kỳ Dance Club Songs (Billboard)      | 2               |
| Hoa Kỳ Hot R&B/Hip-Hop Songs (Billboard) | 2               |

| Bảng xếp hạng (1983)                 | Vị trí |
| ------------------------------------ | ------ |
| Australia (Kent Music Report)        | 57     |
| Belgium (Ultratop 50 Flanders)       | 19     |
| Canada (RPM)                         | 53     |
| France (IFOP)                        | 14     |
| Italy (FIMI)                         | 5      |
| Netherlands (Dutch Top 40)           | 56     |
| Netherlands (Single Top 100)         | 69     |
| UK Singles (Official Charts Company) | 22     |
| Bảng xếp hạng (1984)                 | Vị trí |
| Australia (Kent Music Report)        | 83     |
| Canada (RPM)                         | 39     |
| South Africa (Springbok Radio)       | 14     |
| US Billboard Hot 100                 | 3      |
| US Adult Contemporary (Billboard)    | 26     |
| US Hot Dance Club Songs (Billboard)  | 41     |
| US Hot R&B/Hip-Hop Songs (Billboard) | 19     |

| Bảng xếp hạng (1980-89) | Vị trí |
| ----------------------- | ------ |
| US Billboard Hot 100    | 8      |

| Bảng xếp hạng        | Vị trí |
| -------------------- | ------ |
| US Billboard Hot 100 | 44     |

## Chứng nhận
| Quốc gia                                                                           | Chứng nhận | Số đơn vị/doanh số chứng nhận |
| ---------------------------------------------------------------------------------- | ---------- | ----------------------------- |
| Úc (ARIA)                                                                          | Vàng       | 35.000^                       |
| Canada (Music Canada)                                                              | Bạch kim   | 100.000^                      |
| Pháp (SNEP)                                                                        | Vàng       | 828,900                       |
| Anh Quốc (BPI)                                                                     | Bạc        | 250.000^                      |
| Hoa Kỳ (RIAA)                                                                      | Bạch kim   | 1.000.000^                    |
| * Chứng nhận dựa theo doanh số tiêu thụ. ^ Chứng nhận dựa theo doanh số nhập hàng. |            |                               |